# 岡田怡川
岡田 怡川（おかだ いせん、1894年7月23日 - 1984年2月18日）は、日本の教育評論家。本名：岡田怡三雄（おかだいさお）。

## 来歴・人物

### 生い立ち
明治27年（1894）7月23日群馬郡大類村中大類（高崎市中大類）の農業岡田保次郎・キン夫妻の長男として誕生。この年は日清戦争があった年で、日本の近代化がいよいよ進もうという時代であった。父は区長、学務委員を務めた人で、地域の信望も厚かった。一方我が子に対しては厳しくしつけ、これからの時代を背負って立つ人物へと、長男への期待は大きかった。父の薫陶を受けた岡田は教育者として大成し、群馬の社会教育の発展に尽くした。

### 高等学校教諭時代
高小卒後、小学校教員、中等学校教員（旧制）、高等学校教員（旧制）の各資格をいずれも検定試験で取得した努力家であり、教員としての志が高かった。小学校教員の後、県立高崎高等女学校（現高崎女子高校）に赴任する。曲がったことの嫌いな厳格な人で、高女の生徒は、岡田の足音を聞いただけで静かになったという。
「人生を価値の創造である」と考え、女性の価値創造の領域として次の三方面を上げて、母性の尊厳と女性の社会的進出を支持した。1.女性のみにできる出産育児の方面、母は自然の教育者なり。2.女性の方がより優れている家事一般、ただし男性でもそれに長じた者は此の任に当たるのが人生をより良く送ることになる。3.「男女性何れにても可なる方面で科学者・教員・事務等をかぞえたい。殊に小学校教員・高等女学校教員は最適である。最近女事務員が増したとして社会問題として重用視する者がいるのは可笑千万である。」
大正13年4月に市立図書館で開催されたカント生誕二百年祭で、主催の高崎教育研究会の依頼で講演した。愛煙家ではあったが、酒をたしなまず、時間厳守の規則正しい生活を信条としていた怡三雄はカントを語るにふさわしかった。

### 『八大教育批判』刊行から
校内の活躍と平行して東京小石川の大日本学術協会発行の雑誌に教育思潮の紹介や批評を発表していた。その実績が認められて大正12年5月、岡田怡川の筆名で同協会主幹尼子止水らと共編で『八大教育批判』を刊行した。その中で岡田は、当時次々に発表された教育論を解説し、それがいずれも欧米の哲学心理学に依拠して一定の方法論を提起している点は評価できるが、直ちに教育の現場に導入するには具体性と普遍性に欠けると指摘した。それが全国に反響をよび爆発的に売れて、全国を講演して回り、一気に著名な存在となった。「この年は私の運命を変えた年である。八大教育批判の発行によって一介の地方の教師であった教育者が日本の教育評論家に祭り上げられた年である。」（自筆メモより）

### 月刊雑誌「丙寅教育倶楽部」発行から大学教授へ
大正15年、高崎市の自宅に教育学術協会を設立し、自ら主幹となって月刊雑誌「丙寅教育倶楽部」の発行を開始。「永い間編輯から発行まで一切自分の理想によって一貫した雑誌を経営したいという要望を抱いていた。今年は丙寅だ。丙は若くして、寅はただしい、という多望と真理の象徴として意義のある年に思い切ってスタートし、教育というルツボによって一切の文化事象間の反目・抗争・排除の融合に努めんとして茲に創刊を見たことは、直接間接『万人は教育せられ教育しつつあるものだ』という見解からして、万人のお力添えによるものと感謝する他ない。」（創刊号）と希望に満ちた32歳だった。機関誌の投稿には、谷本富（文学博士）、辻幸三郎（広島高師）、小林修平（東京高師）、原田実（早大）、蘆田正喜（立教大）、永井米吉（明星学園）、入沢宗寿（東大）、島崎藤村、土屋文明らが名を連ねていた。これを見ても岡田の著名度と人脈の広さが察せられる。しかし、本部を高崎に置いた事からくる困難は最初からつきまとった。彼自身の少年期からの独学経験を活かして、次々に文検受験用参考書を出版し、その収入をつぎ込み、家族ぐるみで努力したが、遂に第5号を最後に雑誌廃刊のやむなきに至り、大正15年高崎を後にし、文部省社会教育局の編輯事務所嘱託、日本体育会設立の体操学校（現日本体育大学）教授、日本大学芸術学部講師となる。

### 群馬県の社会教育への貢献
終戦により、再び郷里に帰り、郷土の復興と発展に教育の面から貢献するようになる。終戦時は51歳で、教育者として円熟していた時であった。戦後は、六三三制の教育制度を始め、新しい制度が敷かれた。教育に限らず、様々な改革が進められ、あらゆる面で新しい日本が築かれようとしていた。
昭和24年に社会教育法が制定されたが、その中で設置が規定された公民館は地域の住民の実生活に即してさまざまな事業を行い、生活向上にとってのいわばシンボルとなるものであった。岡田は公民館づくりに積極的に貢献し、住民の生活向上はもちろん自治意識の高揚においても大いに寄与するところとなった。また、文化財調査など県立博物館の仕事に発足して以来関わり、博物館活動の充実に尽力した。公民館や博物館の仕事は県では初めて行われるものであった。退職後は、井上工業（株）の美術館設立のための準備にあたった。群馬県社会教育主事やPTAにおいても市立大類小・大類中PTA会長、高崎市立小学校PTA協議会副会長と要職を務め、広い見識で活動を充実させた。
昭和59年89歳で他界する。晩年は、本の執筆に打ち込んでいたが、未完成のまま。岡田を支えたのは、島原出身で東京の文化服装学院の教師をしていたタチエ夫人。「神仏を信仰し、正理を実践し、善に徹し美の世界へのあこがれをもつ、これが一家の生活信条である。」故人の遺訓である。

## 略年譜
- 1894年（明治27年）7月23日　群馬郡大類村中大類（高崎市中大類）に誕生。
- 1910年（明治43年）8月　16歳で佐野小代用教員となる。
- 1914年（大正3年）7月　尋常小学校本科正教員免状を取得。
- 1914年（大正3年）8月　群馬郡桃井小訓導を拝命。
- 1916年（大正5年）8月　佐野小、大正9年3月渋川小と郡内の小学校訓導を歴任。
- 1919年（大正8年）11月　師範学校中学校高等女学校教員教育科免許状を取得。
- 1920年（大正9年）6月　県立高崎高等女学校（高崎女子高校）教諭に任命される。1・2年の修身、3・4年の教育科と1年または2年の国語を担当した。
- 1923年（大正12年）5月　岡田怡川の筆名で大日本学術協会主幹尼子止水らと共編で『八大教育批判』を刊行。
- 1924年（大正13年）4月　市立図書館で開催されたカント生誕二百年祭で講演。
- 1925年（大正15年）3月　あいつぐ講演依頼や執筆等で多忙になり、高女を依願退職し、4月から大日本学術協会の研究部主任となる。
- 1925年（大正15年）　高崎市の自宅に教育学術協会を設立し、自ら主幹となって月刊雑誌「丙寅教育倶楽部」の発行を開始。
- 1925年（大正15年）10月　高崎から東京へ移る。
- 1930年（昭和5年）　大日本学術協会を辞して、文部省社会教育局の編輯事務所嘱託となる。
- 1933年（昭和8年）　高等学校高等科教員哲学科概説免許状を取得。
- 1933年（昭和8年）10月　日本体育会設立の体操学校（現日本体育大学）教授に就任。
- 1938年（昭和13年）4月　日本大学芸術学部講師を兼任。
- 1945年（昭和20年）10月　終戦により帰郷し、県の内政部教学課で青年学校教育指導事務を担当。
- 1947年（昭和22年）　教育民政部社会教育課勤務となると占領軍民政部の指導に沿って、県内各地を廻り社会教育の拠点としての公民館設立に尽力。
- 1949年（昭和24年）　再度の制度改正で県教委社会教育課に所属し、文化係長として文化財指定業務に奔走。
- 1957年（昭和32年）2月　県立博物館職員に任命され、同館の設立準備に携わり、県下初の県立博物館で主事として35年3月まで勤務。公職を退いた後は、群馬県美術館ファンディション・ギャラリーで、目録作りに協力した。
- 1984年（昭和59年）2月18日自宅にて死去。

## 著書

### 著書・共著・編著
- 『文検受験指針』（尼子止水共編）　大日本学術協会 1900（明治33）
- 『八大教育批判』（共著）　大日本学術協会1923.5.20（大正12）
- 『カントの哲学と現代の教育』（岡田怡三雄）　中興館　1924（大正13）
- 『問題対照修身科要論』（尼子止水共著）　モナス 1924（大正13）
- 『問題対照教育科要論』（共著）　モナス1924（大正13）
- 『問題対照国民道徳教育大意要論』（尼子止水、吉岡藤川共著） モナス 1924（大正13）
- 『文部省教育検定受験案内』　1924（大正13）
- 『文検受験指針』（尼子止水共編） モナス 1924（大正13）
- 『体系的国民道徳要領教育大意精義』　太陽堂書店　1925.12.25 （大正14）
- 『体系的教育科精義』　太陽堂書店　1926.1.28（大正15）
- 『体系的哲学科精義』　太陽堂書店　1926.3.28（大正15）
- 『体系的修身科精義』　太陽堂書店　1926（大正15）
- 『体系的現代教育学説精義』　甲子社書房　1926 （大正15）
- 『文化教育学概論』　甲子社書房 1926（大正15）
- 『学校から実社会へ我が児に何を為さしむべき乎 : 性能と適職の研究』　章華社 1927（昭和2）
- 『現代実際教育大系 第12巻 敎育問題篇』（現代実際教育研究会 編著） 章華社 1928（昭和3）
- 『現象学派の哲学と教育思想』　教育学術協会 1928（昭和3）
- 『平易に解説したる文検教育大意』　文書堂1928
- 『平易に解説したる文検国民道徳要領』　文書堂 1928（昭和3）
- 『文検中心日本哲学史』　文書堂1928（昭和3）
- 『文検中心東洋哲学史』　文書堂 1928（昭和3）
- 『文検中心倫理学概要』　文書堂1929（昭和4）
- 『文検中心現代思想批判』　文書堂　1929（昭和4）
- 『文検中心哲学概要』　文書堂　1929（昭和4）
- 『最新教育学概論』(文検参考叢書 ; 第1篇)　日比書院　1929（昭和4）
- 『最新教育史』(文検参考叢書 ; 第2篇)　日比書院　1929.4.7（昭和4）
- 『最新教育哲学』(文検参考叢書 ; 第3篇)　日比書院　1929.7.27（昭和4）
- 『最新論理学』(文検参考叢書 ; 第4篇)　日比書院　1929（昭和4）
- 『最新心理学』(文検参考叢書 ; 第5篇)　日比書院　1929.3（昭和4）
- 『最新教育行政法論』(文検参考叢書 ; 第6篇)　日比書院　1929.3.20（昭和4）
- 『最新教育思潮』(文検参考叢書 ; 第7篇)　日比書院　1929（昭和4）
- 『最新教育批評及改造論』(文検参考叢書 ;第8篇) 　日比書院　1929（昭和4）
- 『文検教育科問題詳解』(文検参考叢書 ; 第9篇)　日比書院　1929（昭和4）
- 『最近十二ケ年文部省検定教育大意・国民道徳要領問題解説及要覧 』(文検参考叢書 ; 第10篇)　日比書院　1929（昭和4）
- 『最新教授学習法各論』(文検参考叢書 ; 第11篇) 　日比書院　1929（昭和4）
- 『最新教育科要覧』(文検参考叢書 ; 第12篇)　　日比書院　1929（昭和4）
- 『叢書 文検標準教育史』　荘人社 1932.3.25（昭和7）
- 『叢書 文検標準教育学概論』　荘人社 1932（昭和7）
- 『叢書 文検標準心理学』　荘人社 1932（昭和7）
- 『叢書 文検標準倫理学』　荘人社 1932（昭和7）
- 『文検教育科問題解義』　モナス 1932（昭和7）
- 『ファツシズムと日本の文化及教育』　荘人社　1932（昭和7）
- 『教育修身文検受験指針及問題全集:第1回より現在までの』　モナス 1932（昭和7）
- 『現今八大教育思潮』（大日本学術協会 編） モナス 1933（昭和8）
- 『修身科要覧』(各科別要覧叢書) 荘人社 1934（昭和9）
- 『教育史総説』　荘人社 1935（昭和10）
- 『宗教教育の新思潮』（大日本学術協会 編） モナス 1935（昭和10）
- 『教育学概説』 荘人社 1935（昭和10）
- 『最新教育科提要』 モナス 1936（昭和11）
- 『小学校・青年学校令関係法規要覧』（編著） 荘人社 1936（昭和11）
- 『教育方法学講座 第1巻』（共著）春陽堂書店 1937（昭和12）
- 『教育方法学講座 第2巻』（共著）春陽堂書店 1937（昭和12）
- 『教育方法学講座 第3巻』（共著）春陽堂書店 1937（昭和12）
- 『教育方法学講座 第4巻』（共著）春陽堂書店 1937（昭和12）
- 『教育方法学講座 第6巻』（共著）春陽堂書店 1938（昭和13）
- 『現代教育思潮』　春陽堂1938（昭和13）
- 『集団勤労の本質及方案』　モナス 1938（昭和13）
- 『日本婦人の書』（編著） 実業之日本社 1938（昭和13）
- 『東洋倫理思想史提要』（小山茂市 共著）　モナス　1939（昭和14）
- 『青年期の心理及教育』　モナス　1939（昭14）
- 『新要目参照教育科要論』　モナス　1940.5（昭15）
- 『詳解臣民の道』　興亜日本社　1941.10（昭和16）
- 『国民学校教授法及管理法』　河出書房　1942.3.20（昭和17）
- 『日本国民教育学及教育史』（岡田怡三雄）　敬文堂書店　1942.6.30（昭和17）

### 雑誌
- 月刊雑誌『丙寅教育倶楽部』創刊号　（主幹）1926（大正15）
- 月刊雑誌『丙寅教育倶楽部』第2号　（主幹）1926（大正15）
- 月刊雑誌『丙寅教育倶楽部』第3号　（主幹）1926（大正15）
- 月刊雑誌『丙寅教育倶楽部』第4号　（主幹）1926（大正15）
- 月刊雑誌『丙寅教育倶楽部』第5号　（主幹）1926（大正15）
- 『帝国教育』 (12月號)(508)　帝国教育会 1924-12
- 『帝国教育』 (6月號)(514) 帝国教育会 1925-06
- 『帝国教育』 (7月號)(563)　帝国教育会 1929-07
- 『帝国教育』 (9月號)(565) 帝国教育会 1929-09
- 『帝国教育』 (7月1日號)(652)　帝国教育会 1934-07
- 『アカツキ』 9(8)　日本青年協会 1934-08
- 『帝国教育』 (9月15日號)(657)　帝国教育会 1934-09
- 『日本文化財』 (5) 奉仕会出版部 1955-09
- 『博物館研究』 30(9)　日本博物館協会 1957-09
- 『群馬文化』 4(2)(38) （群馬県地域文化研究協議会,群馬文化の会,群馬県地域文化研究協議会 編） 群馬県地域文化研究協議会 1960-02
- 『群馬文化』 4(4)(40) （群馬県地域文化研究協議会,群馬文化の会,群馬県地域文化研究協議会 編） 群馬県地域文化研究協議会 1960-04

### 記事・論文
- 『文化財風土記--群馬県』　掲載誌 日本文化財  (通号 5) 1955